# Chrono champenois-Trophée européen 2013
La 24e édition du Chrono Champenois-Trophée Européen a eu lieu le 15 septembre 2013. La course fait partie du calendrier international féminin UCI 2013 en catégorie 1.1. Elle est remportée par la Néerlandaise Ellen van Dijk.

## Classements

### Classement final
| \| Classement général \| Classement général \| Classement général \| Classement général \| Classement général \| \| Coureuse \| Coureuse \| Pays \| Équipe \| Temps \| \| ------------------ \| ----------------------- \| ------------------ \| --------------------- \| ------------------ \| \| 1re \| Ellen van Dijk \| Pays-Bas \| Specialized-Lululemon \| 43 min 49 s \| \| 2e \| Carmen Small \| États-Unis \| Specialized-Lululemon \| + 1 min 43 s \| \| 3e \| Shara Gillow \| Australie \| Orica-AIS \| + 2 min 07 s \| \| 4e \| Lisa Brennauer \| Allemagne \| Specialized-Lululemon \| + 2 min 23 s \| \| 5e \| Olga Zabelinskaïa \| Russie \| RusVelo \| + 2 min 46 s \| \| 6e \| Alexandra Burtschenkowa \| Russie \| RusVelo \| + 3 min 01 s \| \| 7e \| Taryn Heather \| Australie \| Australie \| + 3 min 10 s \| \| 8e \| Malin Rydlund \| Suède \| Suède \| + 3 min 32 s \| \| 9e \| Martina Ritter \| Autriche \| Autriche \| + 3 min 41 s \| \| 10e \| Oxana Kozonchuk \| Russie \| RusVelo \| + 3 min 46 s \| |                         |            |                       |              |
| |                         |            |                       |              |
| Source : Cycling Quotient |                         |            |                       |              |
| Classement général |                         |            |                       |              |
| Coureuse | Coureuse                | Pays       | Équipe                | Temps        |
| 1re | Ellen van Dijk          | Pays-Bas   | Specialized-Lululemon | 43 min 49 s  |
| 2e | Carmen Small            | États-Unis | Specialized-Lululemon | + 1 min 43 s |
| 3e | Shara Gillow            | Australie  | Orica-AIS             | + 2 min 07 s |
| 4e | Lisa Brennauer          | Allemagne  | Specialized-Lululemon | + 2 min 23 s |
| 5e | Olga Zabelinskaïa       | Russie     | RusVelo               | + 2 min 46 s |
| 6e | Alexandra Burtschenkowa | Russie     | RusVelo               | + 3 min 01 s |
| 7e | Taryn Heather           | Australie  | Australie             | + 3 min 10 s |
| 8e | Malin Rydlund           | Suède      | Suède                 | + 3 min 32 s |
| 9e | Martina Ritter          | Autriche   | Autriche              | + 3 min 41 s |
| 10e | Oxana Kozonchuk         | Russie     | RusVelo               | + 3 min 46 s |